# 雪之華
《雪之華》是一款由PULLTOP所發售的十八禁戀愛冒險遊戲，並由未來數位在台灣代理發售中文版。故事講述大學生草津拓也造訪位於偏僻鄉下的『湯華鎮』時被自稱土地神的少女雪華所救，為了彌補雪華在『湯華鎮』探索延伸的經歷。

## 遊戲系統
本作一共有4名可攻略女角色，5個結局（共為一壞四好結局）。遊戲中玩家扮演本作主角草津拓也在鄉下小鎮『湯華鎮』進行探索，透過選擇不同對話項目和登場角色互動，理解『湯華鎮』的鎮民與歷史，進入不同遊戲故事路線分支。隨劇情推進會出現拓也與女角色發生性行為的橋段。
遊戲剛開始時可攻略的女角色分別為伊東若葉、高尾椿、桂沢穂波，這些路線中登場的土地神雪華表現會依據故事選項產生不同變化，但在好結局皆以雪華獲得超渡作收。當若葉、椿、穗波的好結局通關後，作為最終遊戲故事線的雪華線正式開啟，解答前三條故事線路未解的謎底。

## 故事大綱
大學進入了寒假，騎乘機車進行無目的的旅行的「草津拓也（くさつたくや）」，才剛造訪位於偏僻鄉下的『湯華鎮』時就發生了交通事故。連人帶車整個撞進了路邊的古廟，這時拓也失去了意識。
再次醒過來之時，進入視線裡的是，飄浮在空中，看著仰倒在地上的自己的，穿著奇妙服裝的少女。
「啊，醒來了呢。人沒事就好。」穿著奇妙服裝的少女，對著慢慢起身的拓也微笑，報上了自己的名字－土地的守護神「雪華」。
面對被這突然的事情嚇到呆住的拓也，雪華告訴了他是她使用了身為土地神的力量、治療了身受瀕死重傷的拓也。
「不用不用，這沒有什麼好道謝的。雖然不能說是代替謝禮之類的，不過可以麻煩你負擔壞掉小廟的修理費嗎？」制止了還搞不清楚狀況，正打算要道謝的拓也、雪華從不知哪兒掏出了計算機開始累加計算。
「按下總計，這樣大概是235萬元左右吧。只要把這筆錢當成是生命的價值，完全是物超所值呢♪」臉上依然保持著笑容，雪華將形狀像是賽錢箱的儲金箱遞到了拓也面前。
――就這樣半強制地、聽取身為「救命恩人」的雪華的要求的拓也，落得必須到「湯華鎮商店街」打工渡日………。

## 主要登場人物
草津拓也
本作品主角，長谷田大学人文学部2年級生，在校修習人文歷史。趁著寒假騎車出遊，因為發生交通事故而被湯華鎮的土地守護神－雪華救回性命，可是卻因為撞壞了小廟而被迫留在湯華鎮還清小廟的債務，常被人說做事和說話不經大腦，容易流淚，常常因為雪華迫真的演技而不由自主地一起演了起來，代表作是《草津兄妹物語》。
雪華（聲優：七原ことみ）
雪華線的女主角，湯華鎮的土地守護神，遊戲本作的中心人物。本作裡要完成若葉、椿、穗波的好結局，才能開啟雪華線。
雖然穿着像是巫女服裝的稀有裝扮，但是在没有靈感的人看來只是普通的服裝。名義上她是拓也的妹妹，但實際上是以監視的名義糾纏着拓也。第一眼給人的印象是直率又天真爛漫，其實是個斤斤計較的守財奴。對鎮民很有禮貌，但是對拓也除外。带着寶錢箱形狀的奉納箱行走，主要的工作是將拓也打工得來的薪水二話不說全部没收。對于听到錢丢進儲金箱的聲音和美食比甚麼都還有興趣。擅長假哭與騙取同情的演技，代表作是《草津兄妹物語》。
其原本的身份是戰國時代在湯華鎮被殺害的雪華公主，死後因為過於強大的怨念使湯華鎮終年落著大雪，不能居住。後來宇奈月家在錯誤的地方修建了小廟，使雪華不能正常超度而成了湯華鎮的土地守護神，而雪華含有怨念的人類人格那一邊則被含有神的人格那一邊封印起來。60年前曾經因為麥克弄壞了小廟而出來過，並使當時的三枝和麥克相愛。
在若葉線和椿線的最後選擇回到修建好的小廟並消除了眾人對她的記憶，在穂波線則是在自己被殺的地方修建好小廟，然後和穂波合二為一。
在雪華線裡因為喜歡了主角而導致神力失控，含有怨念的人類人格破壞了封印，最終消除了主角以外所有人對她的回憶並和自己含有怨念的人格合二為一，在主角的懷抱中消失。但在不久之後以人類的形式再次出現在主角眼前，然後和主角一起展開了新的旅程。
雖然說是說消除了所有人的記憶，可是在若葉線、穂波線和椿線卻分別以繪本、照片和小說把她的故事給記錄了下來。
伊東若葉（聲優：生田香織）
若葉線的女主角，一開始看到了主角和雪華後帶他們回到自己家在商店街經營的「華之湯」公共浴場。“華之湯”老闆伊東三枝的孫女。無論對誰都很温柔，有着能夠温暖人心的微笑，是位光是在場就能讓周圍空氣暖和下來的人。將來的夢想是成為繪本作家，曾經給另一女主角穗波畫了繪本《雪人的故事》。現在也試着在設計“湯華鎮商店街”的吉祥物和畫繪本《栗子飯的冒險》。
在主角未到來之前為自己的未來而煩惱，後來慢慢地喜歡了主角，最後在三枝奶奶向麥克告白的山頭上向主角告白，二人送走雪華後一起在東京居住了下來，以雪華的故事為藍本繪製一本繪本。
高尾椿（聲優：一色光）
椿線的女主角，商店街中的酒店“高尾酒店”老闆高尾祐司的女兒、爺爺高尾涉藏的孫女。與若葉是從小一起長大的，基本上是那種看到有困難就無法放着不管、喜歡照顧人的類型，所以總是一面念着書一面照顧拓也和雪華。在酒店裡也是能站着喝酒的一個人，也經常和那些爱喝到爛醉的常客老頭談笑。雖然非常喜歡喝酒，但卻對酒精没甚麼耐力，喝醉后就會直接睡倒在地上。店里的工作一給束就會躲在房間里偷偷地寫詩或是小說，现在是以少女戀爱小說家為副業，因為與平时的言行差距太過剧烈的关系所以被她視為頭等機密。
在喝醉酒後和主角赤裸裸地躺在一起，雖然沒有發生甚麼事，但卻以為發生過而慢慢地喜歡上主角。在元旦時因為選擇了「寫小說寫得更好」這個願望而放棄了「更認識主角」感到自責，最後在主角開解下成功向主角告白。在送走了雪華之後寫出以主角為原型，講述主角和湯華鎮的土地神拯救湯華鎮的《雪之華》。
椿的父親喜歡上了穂波的母親，所以二人成了真正的姊妹。
桂沢穂波（聲優：木葉楓）
穂波線的女主角，商店中的茶店“白摘茶房”老闆桂沢榛名的女兒，現在在白摘茶房幫忙担任女服務生。與母親榛名的相處方式不像母女而更像是姊妹。雖然很少開口說話，但其實有着旺盛的好奇心。因為很有禮貌，口吻也很適當，所以給人一種小大人的感覺，而且若葉和椿都把她當作妹妹一樣地疼爱，而她也是可以理解若葉繪本的少數人中的一個。從小就靈感强烈，可以看見大家都看不見的東西。有稍微感覺到雪華的真實身份，對雪華和拓也很感興趣。
因為靈感強烈的關係可以看到雪華和拓也的原形，其靈感來自已過世的父親陽一郎。剛開始是以為主角是殭屍所以對其感興趣，後來主角康復後才發現喜歡上了主角。在後期發現了雪華的真正身份，也以為自己是依姬（傳說雪華公主是1005年死的，宇奈月家的預言說在公主死後一千年會有一位依姬來代替公主使公主得到解脫，而桂沢家是宇奈月家的一個分支。）所以想「回歸到雪裡」，可是因為喜歡上了主角而不想消失。最後主角和穂波二人一起努力在雪華死亡的地方興建了正確的小廟，使雪華和穂波二人合二為一，超度了雪華。在送走雪華後和主角分離並承諾會去東京，二人拍照留念但卻在二人的合照中發現了一隻雪華的小手。
穂波的母親喜歡上了椿的父親，所以二人成了真正的姊妹。
宇奈月由真（聲優：福島梨亜）
自古就居住在湯華鎮的大戶之女。個性上不論善惡只對自己誠實，想到的事情不管是甚麼都會明白的講出來。思想很極端，又有和身體不乎的怪力，擅長自幻想導致自我膨脹暴走的事情也很多。雖然既小氣又毒舌，但白忙一場的事情卻也不少，所以大家都習慣適當地應付。與若葉是同班同學，從性格到全身上下幾乎都是完全相反的兩人感情卻很好。本人以若葉的保護者自居，只要是有關于若葉的事情就會幻想。其實对若葉雖然表現得非常的露骨，低卻都没起到甚麼作用，因為若葉本人完完全全的没注意到。將以客人的身份暫居若葉家的拓也和雪華當作潛在敵人而單方面地敵視。為了把拓也從若葉身邊引開，所以總是有甚麼狀況就立刻插進來。
桂沢榛名（聲優：楠鈴音）
穂波的母親、“白摘茶房”的老闆，愛說溫暖的笑話而且胸部很大，喜歡椿的父親。
高尾涉藏（聲優：棟方一志）
椿的爺爺，年齡大性格卻好像青年一樣，喜歡騎著自己的「偽」哈雷到處遊走，是湯華鎮的會長。
曾經在60年前見過雪華，在若葉線和椿線記起當時曾經見過雪華，是麥克的好友。
伊東三枝（聲優：茶谷やすら）
若葉的奶奶、「華之湯」的老闆，神出鬼沒但卻很慈祥，丈夫麥克在三年前過身。
曾經在60年前見過雪華，在若葉線和椿線一看到雪華就記了起來。
春日尚樹（聲優：柴原遥）
電器行的老闆，是個戰艦狂，只要一說起戰艦就算說整天也不會累。
亨利三世（聲優：萌原ぷりん3せい）
若葉家的貓，懂得聽人話、看報紙和看電視，曾經打敗過雪華和由真。
高尾祐司
椿的父親，高尾酒店的老闆，喜歡穂波的母親。
麥克
三枝的丈夫、若葉的爺爺，在主角到來前三年已經過世，是個美國人。
曾經在60年前弄壞過雪華的小廟。因為是逃兵的關係當年在三枝的家裡躲避敵方的追擊，後來二人相爰。

## 製作人員
- 企劃、導演：朝妻コタカ
- 劇本：丸谷秀人、Ｊ.ちいろー
- 原畫、角色設定：藤原々々
- SD原畫：仁之丞
- BGM：ノーブランドサウンズ
- 製作：椎原旬

## 音樂OST
※在為未來數位在遊戲之中所翻譯
1. まどろみの昼下がり（打個頓兒的午後）
2. 粉雪の踊る町（飄著粉雪的城鎮）
3. 月と星の見る夢（月亮與星星的夢）
4. 祠に棲む神さま（住在小廟的神明大人）
5. 湯気の向こうの笑顔（對著水氣的笑臉）
6. ほろ酔い看板娘（醉酒的看板娘）
7. やさしいうた（溫柔的歌）
8. 俺のテーマ（我的題目）
9. 気まぐれ守銭道（反覆無常的守財奴）
10. 吶かぁぁぁぁぁん!（吶啊啊啊啊啊!）
11. つないだ手ぶくろ（相連的手套）
12. 恋ごころ（戀愛之心）
13. 時の足音（時間的腳步聲）
14. 伏せたてた瞳に映るもの（映照在瞳孔之物）
15. わらわのありがたいお話（我的謝意）
16. 雪のまほろば（雪的魔法）
17. おしえてゆのは（我的謝意）
18. 吐息の距離（喘息的距離）
19. あたたかい涙（熱淚）
20. 満ちる季節（散落的季節）
21. ゆのはな（雪之華）
22. 冬だより（冬天）
23. 約束～resume～

## 外部連結
- PULLTOP Official Website （页面存档备份，存于） （日語）
- 未來數位中文官網 （页面存档备份，存于）（繁體中文）